# Viadotto Polcevera
Il viadotto Polcevera (noto anche come ponte Morandi o ponte delle Condotte) è stato un ponte autostradale che scavalcava il torrente Polcevera e i quartieri di Campi, Certosa e Rivarolo, nella città di Genova. Fu progettato dall'ingegnere Riccardo Morandi e venne costruito fra il 1963 e il 1967 dalla Società Italiana per Condotte d'Acqua.
Il viadotto, con i relativi svincoli, costituiva il tratto finale dell'autostrada italiana A10 (gestita dalla Autostrade per l'Italia in quel punto), a sua volta ricompresa nella strada europea E80. Tale attraversamento rappresenta un tassello strategico per il collegamento stradale fra l'Italia settentrionale e la Francia meridionale, oltre a essere il principale asse stradale fra il centro-levante di Genova, il porto container di Voltri-Pra', l'aeroporto Cristoforo Colombo e le aree industriali della zona genovese.
Il 14 agosto 2018 crollò l'intero sistema bilanciato della pila 9 del ponte, provocando 43 morti e 566 sfollati. Per due anni il traffico è stato quindi forzatamente deviato sia in entrata che in uscita della A10 nello svincolo di Genova Aeroporto, provocando grossi problemi alla circolazione urbana. Nel febbraio 2019 è stata avviata la demolizione dei resti del suddetto ponte, mediante tecniche di smontaggio meccanico. La demolizione è culminata, idealmente e a livello mediatico, nella demolizione con esplosivi dei due piloni strallati superstiti, avvenuta il 28 giugno 2019 e poi terminata (eccetto che per la rimozione delle macerie) con la demolizione dell'ultima pila il 12 agosto 2019.
Il 3 agosto 2020 è stato inaugurato, in sua sostituzione, il nuovo viadotto Genova San Giorgio, costruito su disegno dell'architetto Renzo Piano e aperto al traffico il giorno dopo verso le 22 circa.

## Storia
Il 9 luglio 1959 l'Anas bandì un concorso per la progettazione e la costruzione di un collegamento tra la costruenda autostrada Genova-Savona (A10) e la Genova-Milano (A7). Tale progetto era ambizioso e difficoltoso, segnatamente per la necessità di superare i due grandi parchi ferroviari, il torrente e le aree già costruite di Sampierdarena e Cornigliano senza creare eccessivi ingombri a terra (ivi compresa la fase di costruzione) e senza impegnare una superficie troppo estesa per impiantare i piloni.
Tra coloro che risposero all'appalto-concorso vi fu la Società Italiana per Condotte d'Acqua, che coinvolse l'ingegner Riccardo Morandi: la sua proposta, che adattava soluzioni tecniche innovative già da lui sperimentate in precedenza, risultò infine vincitrice.

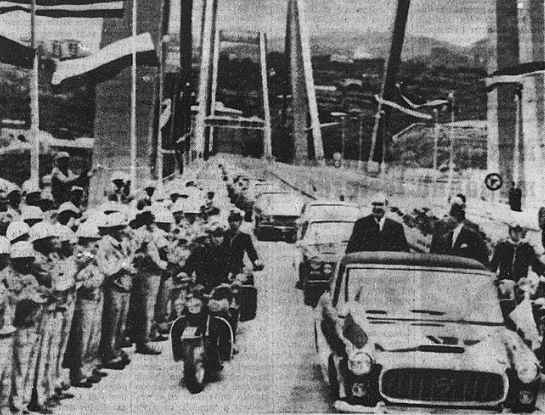
Il Presidente Giuseppe Saragat all'inaugurazione

La costruzione venne quindi appaltata alla società Condotte, che avviò i lavori nel 1963. Il sorgere della nuova infrastruttura generò un diffuso entusiasmo nella stampa e nell'opinione pubblica italiana: sintomatica di tale stato d'animo fu la copertina de La Domenica del Corriere del 1º marzo 1964, che ritraeva un disegno del ponte sul Polcevera corredato dal titolo Genova risolve il problema del traffico. Anche il soprannome di "Ponte di Brooklyn", affibbiato all'opera nella cultura popolare, denota l'impatto che il viadotto aveva nell'immaginario sociale dell'epoca, per quanto esso differisse sostanzialmente dal ponte newyorkese.
Il cantiere terminò il 31 luglio 1967; l'inaugurazione si celebrò il successivo 4 settembre alla presenza del Presidente della Repubblica Giuseppe Saragat. che lo definì «un'opera ardita e immensa», con particolare riferimento alla campata lunga 210 metri e compresa fra le pile 10 e 11, che era la più estesa d'Europa e la seconda del mondo.

## Progettazione e caratteristiche

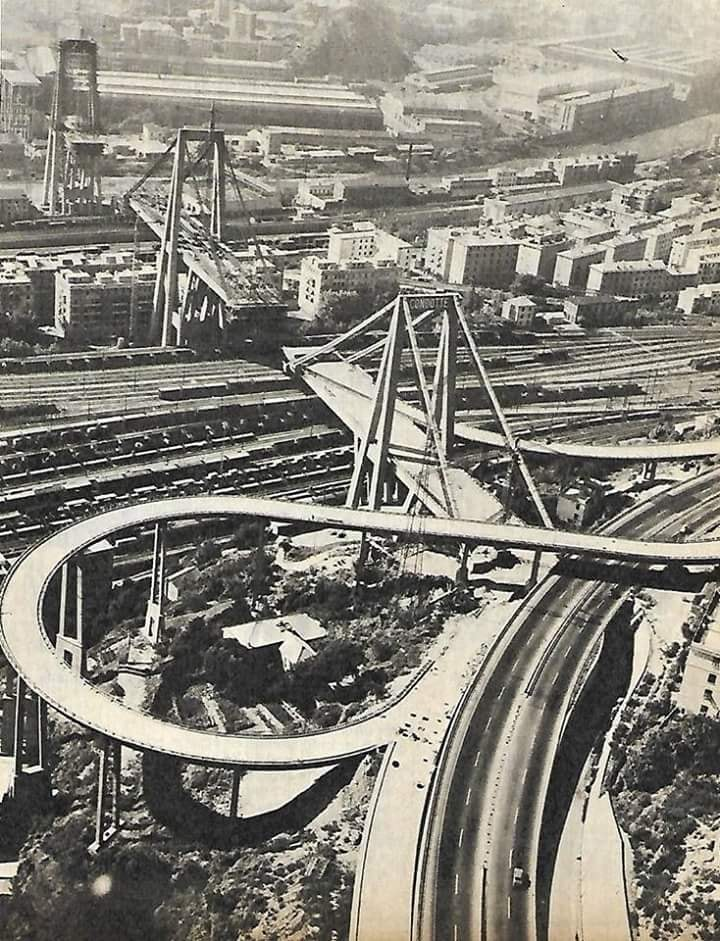
Il viadotto in costruzione nel 1966. In basso a destra l'A7, a sinistra la rampa elicoidale verso Milano

Per coprire le luci maggiori Morandi optò per una struttura strallata in calcestruzzo armato e calcestruzzo armato precompresso, con cavalletti bilanciati e stralli omogeneizzati: questi ultimi –con una tecnica innovativa a livello mondiale ideata e brevettata da Morandi stesso, poi divenuta oggetto di controversie – erano rivestiti in calcestruzzo precompresso, allo scopo precipuo di proteggerli dagli agenti atmosferici e di molto irrigidirli nei riguardi dei carichi mobili, alla applicazione dei quali lo strallo si sarebbe comportato come un elemento in calcestruzzo decompresso (da qui il termine coniato da Morandi di "stralli omogeneizzati"). La precompressione e la successiva iniezione dei cavi garantiva la collaborazione di acciaio e calcestruzzo nei riguardi dei carichi mobili e una bassa variazione di tensione nei cavi di acciaio, e quindi la loro efficace protezione nei riguardi della fatica. In teoria dunque la precompressione della camicia esterna, la "guaina", dava dunque almeno tre effetti benefici: protezione dalla corrosione, irrigidimento, protezione dalla fatica. Tale soluzione costruttiva aveva fruttato grande fama al progettista, giacché nei primi anni sessanta le strutture edilizie a telaio intrecciato erano considerate fra le più moderne, versatili e affidabili. Nel progetto del viadotto genovese, Morandi riprese segnatamente quanto da lui precedentemente studiato per il ponte General Rafael Urdaneta sorto nei pressi di Maracaibo, in Venezuela; i concetti-base della progettazione dei due viadotti in questione vennero poi ulteriormente replicati nella costruzione del ponte sul Wadi al-Kuf in Libia, del ponte Pumarejo in Colombia, del Viadotto Ansa del Tevere di Roma e del viadotto Carpineto di Vietri di Potenza.
Ne era risultata un'opera innovativa e imponente, articolata in undici campate, lunga 1 102 metri, con un piano stradale largo 18 metri (capace di una carreggiata a quattro corsie) corrente a un'altezza massima pari a circa 45 metri dal suolo; le antenne di aggancio degli stralli erano invece alte 90 metri.

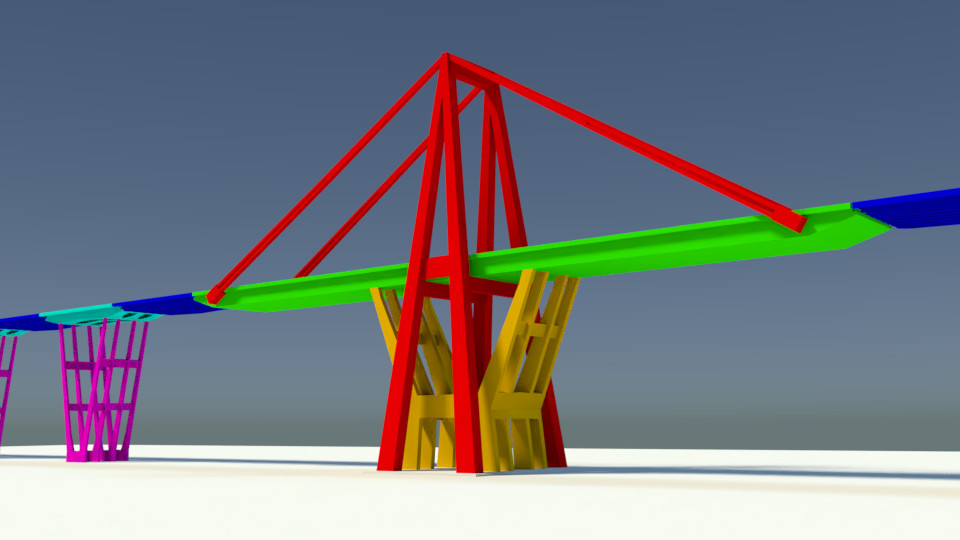
Elementi strutturali del viadotto Polcevera (pila 9 in primo piano e pila 8 a sinistra)

In corrispondenza delle campate di maggior luce, la porzione di struttura più caratteristica del viadotto era costituita da tre cavalletti cementizi bilanciati "omogeneizzati" (denominazione questa data da Morandi, per le ragioni anzidette) che erano sostenuti da due coppie di stralli ciascuno, che risultavano individualmente tesi sotto il peso proprio del sistema per circa 2200 tonnellate, la precompressione riguardava infatti la sola guaina esterna protettiva. Questa forte trazione era assorbita dai soli cavi di acciaio primari, che erano inizialmente tesi a circa il 40% della loro capacità, quindi con un fattore di sicurezza intorno a 2,5. Pertanto, relativamente ai carichi permanenti, gli stralli erano in effetti in acciaio, non in calcestruzzo armato, e men che meno in calcestruzzo armato precompresso. Il passaggio dei carichi mobili implicava da progetto una modesta trazione suppletiva nei cavi di acciaio, e una decompressione della guaina in calcestruzzo, che però sarebbe sempre rimasta compressa, senza mai raggiungere uno stato di trazione. Questo complesso comportamento, un tipo di struttura per i carichi permanenti, un altro tipo per quelli variabili, rendeva lo strallo omogeneizzato un sistema tale da richiedere competenze specialistiche per essere pienamente compreso. Solo per i carichi mobili lo strallo era in cemento armato precompresso. Per i molto più ingenti carichi permanenti, esso era un ordinario fascio di trefoli, 352, tesi al 40% della loro capacità. Tale fascio era occultato alla vista, e annegato entro la guaina.
Ciascun cavalletto bilanciato era costituito da due distinte strutture: una prima, a forma di quadrupla H (in giallo nello schema a lato), che aveva il compito di allargare la zona centrale ove poggiava la trave a cinque cassoni dell'impalcato stradale (due appoggi a circa 41 metri di distanza, in verde nello schema) e una seconda struttura a forma di doppia A, alta 90 metri e completamente slegata dalla precedente, con il compito di sostenere gli stralli che reggevano le estremità del cavalletto bilanciato, distanti circa 150 m fra loro (in rosso nello schema). Ogni strallo era composto da 352 trefoli (passanti su una sella in testa all'antenna) pretesati in acciaio ad altissima resistenza, del diametro ciascuno di 1/2 pollice (12,7 mm) oltre a ulteriori 113 per la precompressione della guaina protettiva in calcestruzzo e collaboranti. Si noti che durante la costruzione, prima e durante l'installazione degli stralli, l'impalcato a sbalzo (in verde nello schema) era retto da appositi cavi provvisionali tesati, correnti a circa 2 m sopra l'impalcato stesso, poi rimossi a costruzione ultimata. Inoltre, nella zona centrale, l'impalcato non appoggiava sulla struttura ad A, ma solo su quella a H, configurando pertanto uno schema statico su quattro appoggi.
Tale configurazione strutturale aveva consentito di coprire con ciascun cavalletto bilanciato "omogeneizzato" una luce di oltre 200 metri, senza interferire in alcun modo, neanche in fase di costruzione, con aree sottostanti.
La rimanente porzione del viadotto, che si estendeva verso ovest oltre il letto del Polcevera, adottava sei cavalletti a "V" in cemento armato ordinario (in viola nello schema) e una pila verticale all'estremità ovest, tutte separate da luci minori rispetto alla sezione strallata. L'obiettivo di siffatte soluzioni era quello di ridurre al minimo la porzione di suolo occupata dai sostegni, in quanto già negli anni sessanta la zona risultava fittamente edificata e infrastrutturata.
Ogni pila di sostegno reggeva dunque una propria porzione equilibrata e monolitica di impalcato stradale (in verde e in azzurro nello schema) e ai due estremi forniva l'appoggio per due ulteriori porzioni di "impalcato tampone" (in blu nello schema), costituite ciascuna da sei travi prefabbricate di raccordo lunghe 36 metri, in calcestruzzo precompresso, semplicemente appoggiate agli sbalzi adiacenti. È evidente che tale conformazione a elementi autonomi evitava il trasmettersi di deformazioni e tensioni parassite fra una porzione e l'altra del viadotto, e ha evitato che il crollo della pila 9 avvenuto il 14 agosto 2018 trascinasse con sé le altre porzioni di ponte, che rimanendo in piedi garantirono l'evacuazione. È altrettanto evidente che le pile 8 e 10 sono risultate alleggerite, dopo il crollo, di parte dei carichi trasmessi dagli impalcati adiacenti, e pertanto non più perfettamente equilibrate come previsto dal progetto.
Ciascuna pila era fondata su una spessa platea seminterrata in calcestruzzo armato, a sua volta poggiante su una numerosa serie di pozzi in calcestruzzo trivellati nel fondovalle profondi fino a 50 m, per superare gli strati alluvionali e raggiungere il sottostante strato roccioso.
Il progetto di Morandi comprendeva anche le rampe di svincolo sul lato est del viadotto principale, delle quali le più significative erano quelle da e per la direzione nord: in particolare la rampa in direzione Milano è costituita da un impalcato elicoidale monolitico con travi a cassone curvilinee, con un raggio in mezzeria pari a 45 metri e un'altezza massima di 39 metri.

### Problematiche e critiche

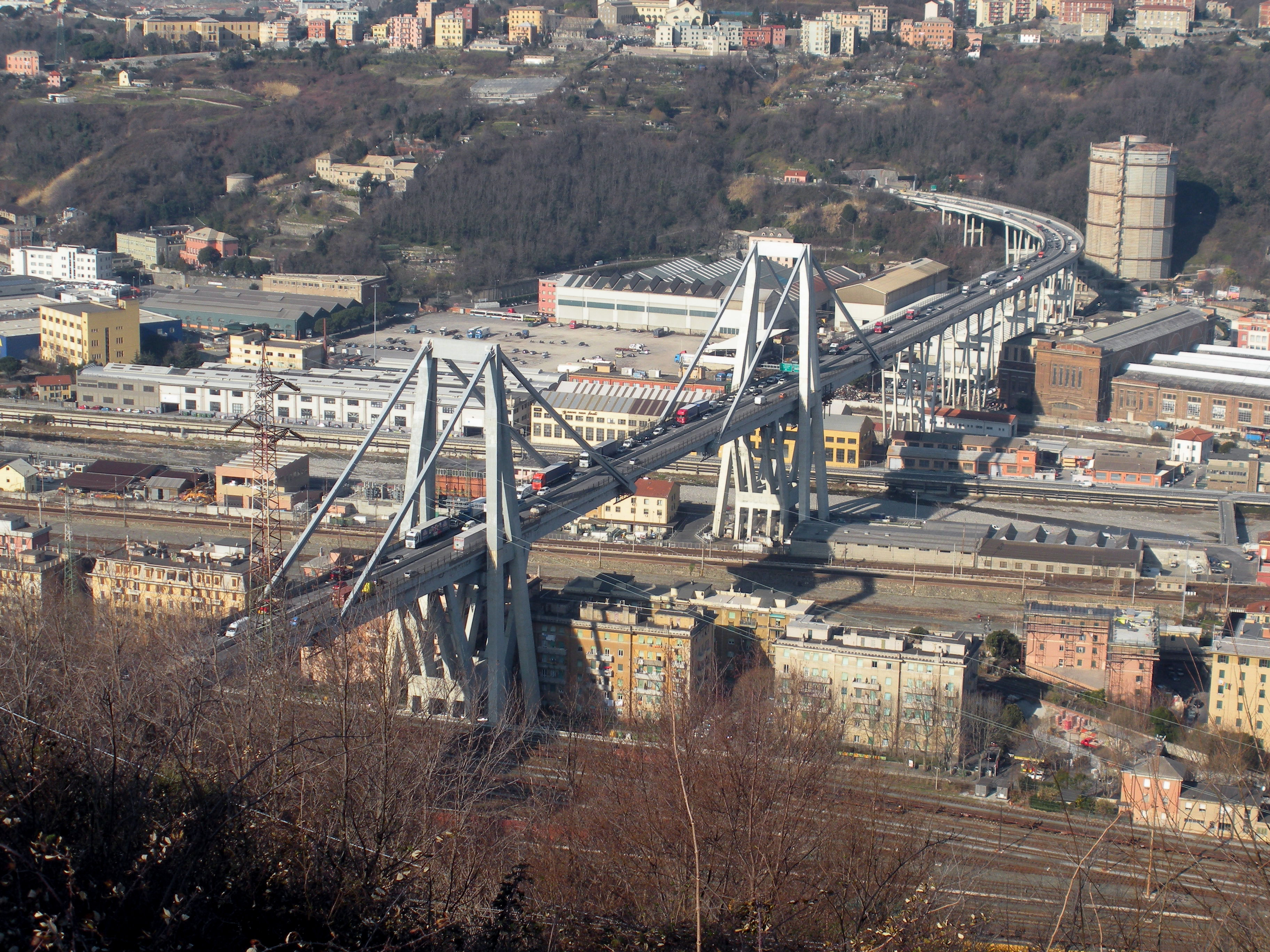
Il viadotto nel 2012, con in primo piano i piloni 10 e 9

Già durante la costruzione si registrò un notevole aumento dei costi effettivi rispetto a quanto preventivato in sede progettuale.
Nel giro di pochi anni il ponte iniziò inoltre a mostrare problemi strutturali e di precoce obsolescenza, palesando in particolare un veloce e grave degrado dei materiali: lo stesso Morandi evidenziò nel 1977 come la brezza marina e i fumi corrosivi delle vicine acciaierie di Cornigliano stessero causando un serio degrado degli elementi metallici a vista e delle superfici in calcestruzzo. Egli finì dunque per ritenere che entro pochi anni sarebbe stato necessario intervenire sul ponte con manutenzioni mirate.
Per quanto riguarda gli aspetti statici, anche a causa delle conoscenze allora poco approfondite relative agli effetti della viscosità del calcestruzzo nel tempo, il ponte manifestò comportamenti strutturali diversi da quelli previsti: già pochi anni dopo l'ultimazione le strutture dell'impalcato iniziarono infatti a flettere, con la conseguenza che il piano viario del ponte, da orizzontale che era, finì presto per avere una conformazione ondulata. A tale inconveniente venne posto parziale rimedio negli anni ottanta con ripetute correzioni di livelletta.
Secondo alcune interpretazioni, particolarmente infelice si rivelò la tecnica adottata da Morandi di ricoprire gli stralli in calcestruzzo: tali elementi, nonostante l'intenzione fosse proprio quella di preservarli dalla corrosione, si rivelarono nel tempo non adeguatamente protetti dai fenomeni di degrado dovuti all'inquinamento industriale e alla salsedine. Inoltre la "guaina" di calcestruzzo rendeva assai difficile il controllo visivo delle condizioni dei trefoli in acciaio e rendeva impraticabile la loro sostituzione.
Nel 2006 l'architetto spagnolo Santiago Calatrava propose la demolizione e la ricostruzione del ponte con una nuova struttura in acciaio; tuttavia, considerata l'importanza del viadotto e gli effetti che avrebbe comportato la sua chiusura, il progetto fu rifiutato.

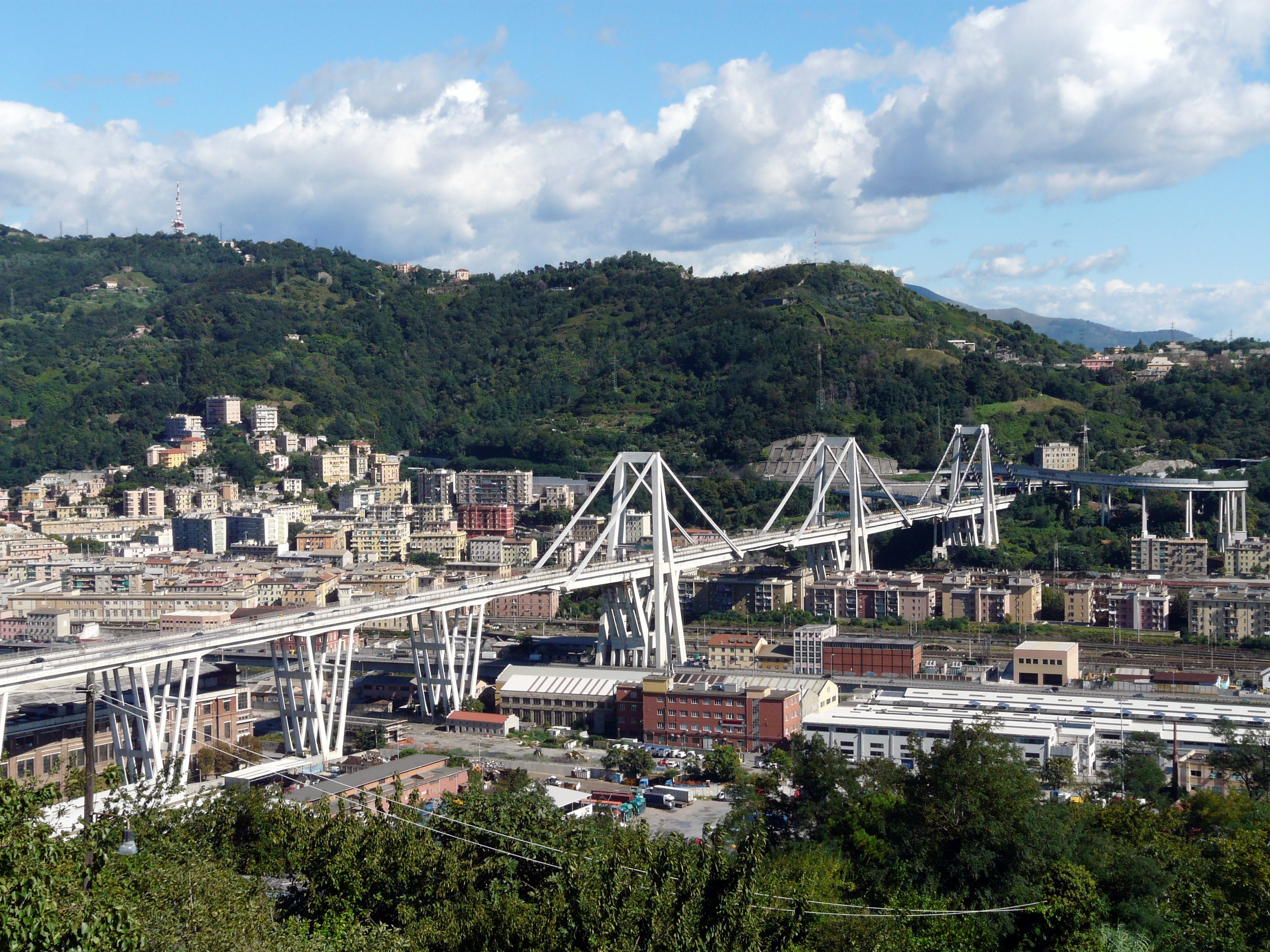
Vista panoramica del viadotto nel 2010

Con l'avanzare degli anni il viadotto venne inoltre caricato da un traffico notevolmente superiore a quello previsto dal progetto: nel 2009, secondo uno studio della Società Autostrade sulla gronda di Genova, il ponte sosteneva 25,5 milioni di transiti l'anno, con un traffico quadruplicato rispetto al precedente trentennio e con un'ulteriore crescita del 30% prevista per i successivi trent'anni. Lo studio sottolineava come il volume del traffico, causa di code quotidiane nelle ore di punta (specialmente all'estremità orientale, all'innesto sull'autostrada Genova-Milano), producesse un aggravio delle sollecitazioni della struttura, accelerandone il degrado. A conferma di ciò, con l'avvento del terzo millennio, le attività manutentive si erano fatte praticamente quotidiane, con un conseguente aggravio dei costi gestionali. Lo studio ipotizzava che, nella variante della "gronda bassa", il viadotto venisse demolito e sostituito da una nuova struttura posta poco più a nord. I costi per la continua e straordinaria manutenzione, secondo l'ingegnere Antonio Brencich (professore associato di costruzioni in cemento armato all'Università degli studi di Genova), avrebbero presto superato quelli di un'eventuale ricostruzione.
Uno studio effettuato a posteriori dalla NASA su dati satellitari opportunamente elaborati ha evidenziato che fin dal 2015 il viadotto aveva incominciato a deformarsi in modo anomalo e significativo, e negli ultimi mesi di vita (dal marzo 2017 in poi) tale movimento era andato aumentando fino a 9-10 cm.

### Interventi conservativi

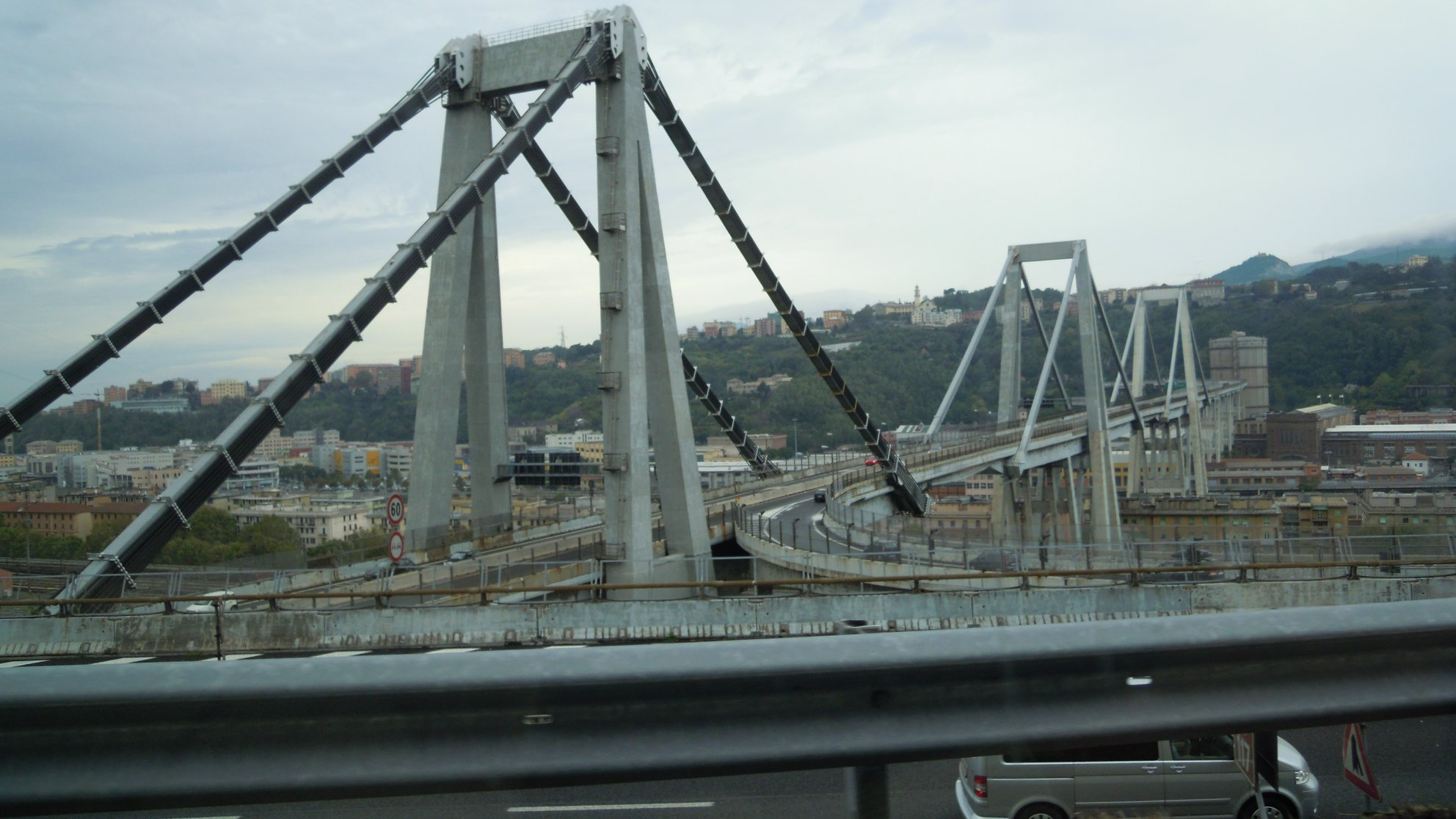
Ponte Morandi nel 2018: cavi metallici sul pilone 11 a rinforzo degli stralli

La commissione d'indagine del Ministero delle infrastrutture e dei trasporti ha individuato nella sua relazione di settembre 2018 i principali lavori effettuati sul ponte:
- anni 1981-1996: risanamento corticale delle superfici in calcestruzzo, rifacimento del sistema di smaltimento delle acque, formazione di botole per ispezioni interne dell'impalcato.
- anni 1986-1993: rinforzo delle travi degli impalcati-tampone (in blu nello schema), rifacimento degli sbalzi laterali dell'impalcato e posa di barriere New Jersey, rinforzi vari degli impalcati a cassone, sistemazione degli scarichi delle acque di impalcato.
- anni 1992-1996: nel 1992 le verifiche sullo stato degli stralli del pilone 11 avevano portato alla luce un forte degrado della struttura, con il 30% dei trefoli dissolti a causa della corrosione. Si procedette pertanto al rinforzo con nuovi cavi di sospensione esterni in acciaio assicurati a vistose "guide" metalliche in cima al pilone, i quali "ingabbiarono" gli stralli originari[5]. Fu effettuata un'altra verifica sui piloni 9 e 10, dalla quale tuttavia non emersero all'epoca criticità tali da comportare ulteriori immediati grandi lavori di manutenzione.[29]

A partire dal 1999, anno della privatizzazione della Società Autostrade, il viadotto passò sotto la gestione privata e furono effettuati altri interventi, nessuno dei quali tuttavia di carattere strutturale diffuso:
- anni 2008-2009: sostituzione dei New Jersey spartitraffico e dei giunti di impalcato
- anni 2009-2010: ripristino di alcune solette della spalla verso Savona
- anni 2014-2015: rimozione di carroponte e relative rotaie
- anni 2015-2016: rinforzo di tre travi lato mare degli impalcati tampone (su sessanta travi totali[31])
- anni 2014-2018: lavori per la sostituzione dei New Jersey di bordo ponte e posa di rete soprastante
- anni 2015-2018: rimozione vecchio carroponte e realizzazione di nuovo
- 2017: progetto per il rinforzo strutturale delle pile 9 e 10, analogo a quanto realizzato negli anni novanta sulla pila 11 (non realizzato a causa del crollo).

Secondo la relazione della commissione d'indagine ministeriale, poi acquisita agli atti dell'inchiesta, i lavori di installazione del carroponte effettuati dalla società Autostrade sarebbero stati svolti con «nessuna cautela per evitare il potenziale tranciamento delle armature» e con «l’inserimento di viti o staffe sistemate in modo da arrecare danni, anche gravi, alla struttura».
A seguito dei lavori svolti nel 2016, il senatore Maurizio Rossi presentò un'interrogazione parlamentare sull'andamento della messa in sicurezza del ponte al ministro delle infrastrutture e dei trasporti Graziano Delrio, rimasta tuttavia senza risposta.
Nel 2017 sono state effettuate delle indagini da parte del Politecnico di Milano sui piloni 9 e 10, che hanno evidenziato una difformità rispetto al comportamento dinamico atteso degli stralli della pila 9 (forme modali), e un comportamento più regolare da parte degli stralli del pilone 10. Anche a seguito di tali indagini il 3 maggio 2018 la concessionaria Autostrade aveva pubblicato un bando di gara da 20159000 € per l'adeguamento strutturale dei piloni 9 e 10 del viadotto, in scadenza l'11 giugno 2018.

## Il crollo

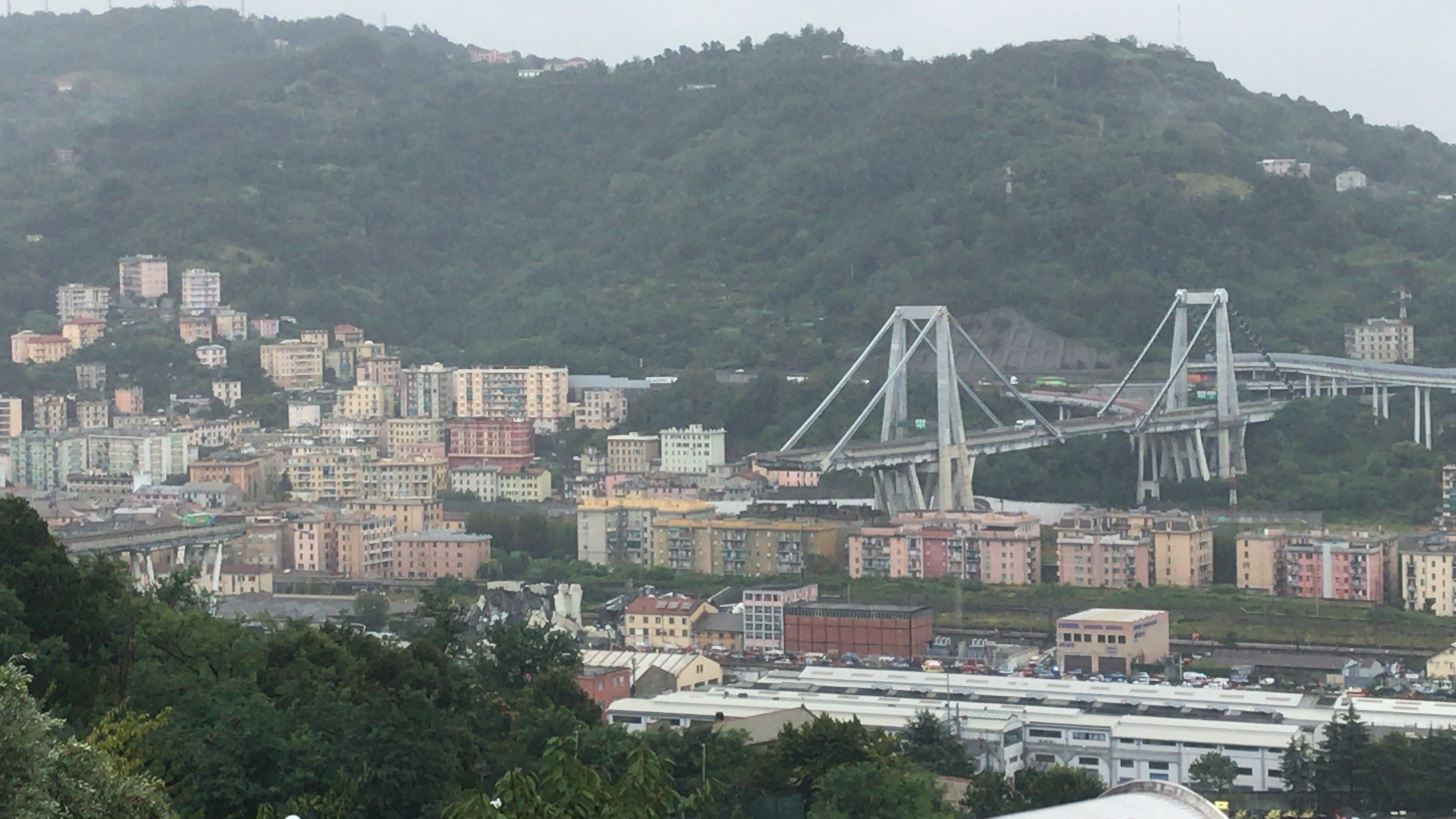
Il Ponte Morandi dopo il crollo

Il 14 agosto 2018, alle ore 11:36, la pila 9 del viadotto crollò, causando la morte di 43 persone tra automobilisti in transito e alcuni dipendenti dell'AMIU (azienda municipalizzata di nettezza urbana) al lavoro nella sottostante isola ecologica. A seguito del disastro, 566 residenti della zona circostante dovettero essere sfollati e molti edifici residenziali troppo vicini al viadotto, in particolare quelli insistenti sull'area di via Walter Fillak, vennero successivamente demoliti. Tale fu anche il destino delle porzioni residue del ponte (con la sola eccezione di alcune rampe accessorie), che è stato poi sostituito da una nuova struttura denominata viadotto Genova San Giorgio.